# 北海道広尾高等学校
北海道広尾高等学校（ほっかいどう ひろおこうとうがっこう、英称：Hokkaido Hiroo High School）は、北海道広尾郡広尾町並木通東一丁目にある道立高等学校。全日制普通科。
広尾町立広尾中学校との間に連携型中高一貫教育を導入している。

## 沿革
- 1950年5月15日 - 昼間定時制（広尾町立）として開校。開校式・入学式挙行。
- 1951年8月27日 - 校舎第一期工事竣工。
- 1952年9月30日 - 校舎第二期工事竣工。
- 1952年12月10日 - 校舎落成式挙行。
- 1953年7月1日 - 道立移管。
- 1959年9月6日　- 創立十周年記念式典挙行。
- 1964年9月15日　- 創立十五周年記念式典挙行。
- 1969年9月14日　- 創立二十周年記念式典挙行。
- 1981年10月4日　- 創立三十周年並びに校舎改築落成記念式典挙行。
- 1984年 - 第66回全国高等学校野球選手権大会出場。高知県代表明徳義塾高等学校に0-6で敗戦。
- 1989年7月15日 - 創立四十周年記念式典挙行
- 1997年3月1日　- 商業科閉科式。
- 2000年10月8日　- 創立五十周年記念式典挙行。
- 2006年 - 町内の4つの中学校と連携型中高一貫教育を開始。
- 2007年 - 町内の中学校が統合されることにより、2つの中学校との連携型中高一貫教育となる。募集人数1間口減。
- 2008年1月25日 - 新体育館竣工。
- 2009年 - 「確かな学力を育む高校教育推進事業」実践研究推進校に指定。
- 2012年 - 広尾町中高一貫実践発表会。

## 校　　訓
- 積　小　為　大
- 開　拓　者　精　神
- 純情　・素直　・努力

## 学校教育目標
1. 確かな学力を身につけ、主体的に学ぶ生徒を育成する。
2. 豊かな社会性、人間性を有する生徒を育成する。
3. 心身ともに健全な生徒を育成する。

## 部活動
- 野球部
- バスケットボール部
- バレーボール部
- バドミントン部
- ソフトテニス部
- 卓球部
- 陸上競技部
- 吹奏楽部
- 写真部
- 書道部
- 柔道部
- ボランティア局

## 出身者
- 小田清（経済学者）
- 志村亜貴子（女子野球選手）